# إيو (أسطورة)

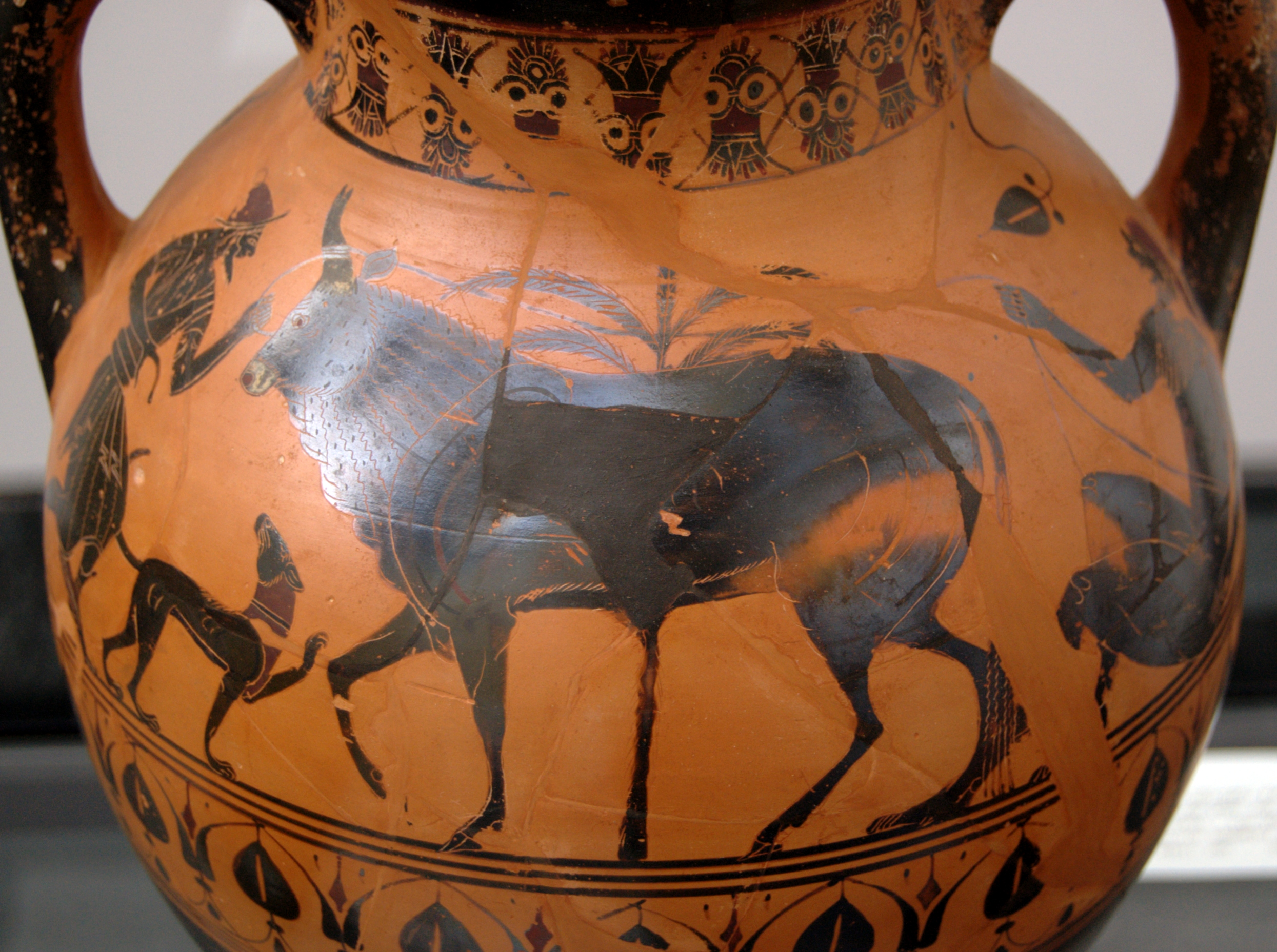
آيو في صورة عجلة

إيو (باليونانية القديمة:Ἰώ) في الميثولوجيا اليونانية هي فتاة أحبها زيوس، فقام بتحويلها إلى بقرة صغيرة لكي يجّنبها غيرة زوجته هيرا. لكن هيرا اكتشفت العلاقة التي جمعت زيوس مع آيو فكلفت آرغوس (عملاق أسطوري متعدد العيون) بمراقبتها. وعلى إثر ذلك قام زيوس بإرسال هرمس إلى آرغوس فأغراه بالنوم وقلته.
بعد ذلك كلفت هيرا ذبابةً بإزعاج آيو فهامت في الأرض وعبرت البحر الأيوني (الذي يُزعم أنه سُمي باسمها) وعبرت مضيق البوسفور سباحة ً وواصلت سيرها حتى وصلت إلى مصر وهناك استعادت صورتها البشرية.